# Conselho Nacional de Debates Universitários
O Conselho Nacional de Debates Universitários (CNADU) é uma associação portuguesa, responsável pela regulação do debate competitivo em Portugal e organização do Torneio Nacional de Debates Universitários, assim como promover a sua expansão a nível nacional e internacional.
O CNADU é membro do Conselho Nacional de Juventude e, internacionalmente, do World Universities Debating Council e do European Universities Debating Championships Council.

## Membros do CNADU
O Conselho Nacional de Debates Universitários é formado pelas seguintes sociedades de debate:
- Associação de Debates Académicos da Universidade do Minho (ADAUM)[carece de fontes?]
- Sociedade de Debates da Universidade do Porto (SdDUP)[5]
- Sociedade de Debates da Católica do Porto (SdDCP)[6]
- Sociedade de Debates da Universidade de Coimbra (SDUC)[7][8]
- Sociedade de Debate da Universidade de Lisboa (SDUL)[9]
- NOVA Debate - Sociedade de Debate da Universidade Nova de Lisboa (NOVA Debate)[10][11]